# Flecha Valona 1983
La Flecha Valona 1983 se disputó el 14 de abril de 1983, y supuso la edición número 47 de la carrera. El ganador fue el francés Bernard Hinault. El también francés René Bittinger y el suizo Hubert Seiz fueron segundo y tercero respectivamente.

## Clasificación final
| Pos. | Ciclista          | Equipo                           | Tiempo   |
| ---- | ----------------- | -------------------------------- | -------- |
| 1    | Bernard Hinault   | Renault-Elf-Gitane               | 6h56'00" |
| 2    | René Bittinger    | Sem-France Loire-Mavic-Reydel    | m.t.     |
| 3    | Hubert Seiz       | Cilo-Aufina                      | m.t.     |
| 4    | Eddy Schepers     | Perlav-Eurosoap-Castelli-Gazelle | m.t.     |
| 5    | Jonathan Boyer    | Metauro Mobili-Pinarello         | m.t.     |
| 6    | Joop Zoetemelk    | Coop-Mercier-Mavic               | m.t.     |
| 7    | Michel Pollentier | Safir-Van de Ven-Moser           | a 1'12"  |
| 8    | Guido Van Calster | Del Tongo-Colnago                | a 1'14"  |
| 9    | Fons De Wolf      | Bianchi-Piaggio                  | m.t.     |
| 10   | Greg LeMond       | Renault-Elf-Gitane               | m.t.     |